# 重成俊弥
重成 俊弥（しげなり としや、1990年9月11日 - ）は、日本のサッカー指導者・元プロサッカー選手。鳥取県米子市出身。鳥取県立境高等学校卒業。ポジションはゴールキーパー（GK。

## 来歴
鳥取県米子市にある河崎FCの出身。中学は加茂中学校に進み、高校では鳥取県立境高校に入学し同級生には住田貴彦（鳥取）、1つ上の先輩には丸谷拓也（大分）がいる。そして、全国大会を5度経験し2009年に、J2・FC岐阜に加入するも、出場機会がないまま2011年限りで退団。
2012年より、東洋医療専門学校へ進学。
2015年卒業後セレッソ大阪スポーツクラブスクールコーチに就任。アカデミーGKコーチとスクールコーチを兼任していた。
2021年に室内型パーソナルフットボール塾を開校。個別蹴球塾STAYLE 代表に就任した。

## 人物
鳥取県出身では塚野真樹、丸谷拓也以来の3人目、高卒としては2番目のプロサッカー選手。現役時代はGKとしてプレーしていた。

## 所属クラブ
- 河崎FC
- 米子市立加茂中学校
- 2006年 - 2008年 鳥取県立境高等学校
- 2009年 - 2011年 FC岐阜
- 2012年 - 2015年 東洋医療専門学校
- 2014年 - 2018年 セレッソ大阪スポーツクラブ
- 2018年 - 2019年 あわらクラブ（福井県社会人リーグ）
- 2021年 - パトリアーレ鯖江アルティマ（福井県社会人リーグ）

## 個人成績
| 国内大会個人成績 | 国内大会個人成績 | 国内大会個人成績 | 国内大会個人成績 | 国内大会個人成績 | 国内大会個人成績 | 国内大会個人成績 | 国内大会個人成績 | 国内大会個人成績 | 国内大会個人成績 | 国内大会個人成績 | 国内大会個人成績 |
| 年度             | クラブ           | 背番号           | リーグ           | リーグ戦         | リーグ戦         | リーグ杯         | リーグ杯         | オープン杯       | オープン杯       | 期間通算         | 期間通算         |
| 年度             | クラブ           | 背番号           | リーグ           | 出場             | 得点             | 出場             | 得点             | 出場             | 得点             | 出場             | 得点             |
| 日本             | 日本             | 日本             | 日本             | リーグ戦         | リーグ戦         | リーグ杯         | リーグ杯         | 天皇杯           | 天皇杯           | 期間通算         | 期間通算         |
| ---------------- | ---------------- | ---------------- | ---------------- | ---------------- | ---------------- | ---------------- | ---------------- | ---------------- | ---------------- | ---------------- | ---------------- |
| 2009             | 岐阜             | 22               | J2               | 0                | 0                | -                | -                | 0                | 0                | 0                | 0                |
| 2010             | 岐阜             | 22               | J2               | 0                | 0                | -                | -                | 0                | 0                | 0                | 0                |
| 2011             | 岐阜             | 22               | J2               | 0                | 0                | -                | -                | 0                | 0                | 0                | 0                |
| 通算             | 日本             | 日本             | J2               | 0                | 0                | -                | -                | 0                | 0                | 0                | 0                |
| 総通算           | 総通算           | 総通算           | 総通算           | 0                | 0                | -                | -                | 0                | 0                | 0                | 0                |

## 指導歴
- 2012年 - 2014年 FBNサッカースクールコーチ
- 2014年 - 2018年 セレッソ大阪サッカースクールコーチ
- 2018年 - 2019年 あわらクラブ
- 2018年 - 2021年 AJフットボール
- 2021年 - 個別蹴球塾STAYLE